# 1489 Аттіла
1489 Аттіла (1489 Attila) — астероїд головного поясу, відкритий 12 квітня 1939 року.
Тіссеранів параметр щодо Юпітера — 3,178.